# Бузъу (окръг)
Вижте пояснителната страница за други значения на Бузъу.
Окръг Бузъу e окръг в регион (физикогеографска област) Мунтения в Румъния.

## Градове
- Бузъу
- Ръмнику Сърат
- Нехою
- Погоанеле